# カザフスタンの日本語教育
| 教育機関名                   | 主専攻 | 副専攻 | その他 | 合計 |
| ---------------------------- | ------ | ------ | ------ | ---- |
| カザフ国立大学               | 72     | 46     | 10     | 128  |
| カザフ国際関係外国語大学     | 35     | 133    | 85     | 253  |
| カザフ労働社会関係アカデミー | 13     | 10     | 0      | 23   |
| カザフ国立教育大学           | 0      | 149    | 19     | 168  |
| ユーラシア大学               | 0      | 0      | 163    | 163  |
| カザフ経済大学               | 0      | 0      | 20     | 20   |
| KIMEP                        | 0      | 0      | 25     | 25   |
| 合計                         | 120    | 338    | 322    | 780  |

カザフスタンの日本語教育（カザフスタンのにほんごきょういく）の歴史は1992年まで遡る。2006年の国際交流基金の調査によれば、カザフスタン国内13の研究機関において、51人の日本語教師が1,569人の生徒に日本語教育を行っている。生徒数は2003年の調査時と比較して38％増加しており、1998年の調査結果と比較すると3倍以上に増加している。

## 歴史
カザフスタンにおける日本語教育は1992年にアルマトイのカザフ国立大学に日本語学科が開設されたことで正式に開始された。その後、カザフ国立技術大学、カザフ国際関係外国語大学、カザフ国立教育大学、国際ビジネスアカデミーと他2つの大学が日本語学科を開設した。初級レベルと中級レベルのコースが数年後に開設された。1996年に2つの学校が日本語クラスを開設、1998年にはさらに3つ、2000年には4つの日本語クラスが新たに開設された。しかし、2003年までに初級レベルと中級レベルのプログラムの内4つが教員不足のため廃止された。一方で、新たに2つの大学と1つの研究所が日本語学科を開設した。初等・中等教育では、日本語クラスでは義務教育である中等教育までの教育の内最低でも5年間習得し、多い場合は8～11年間修得することとなる。テキストは日本語による物、ロシア語による物などが使用されている。2007年時点において、カザフスタンには43人の日本語教師がおり、その内8人が日本人である。しかし、日本語教師に対する低賃金の問題や、日本語を専攻する学生が習得した日本語を専門分野で活かす機会の不足といった問題にぶつかっており、これが日本語への関心増加を阻む一因となっている。
日本語学科の教育研究費は独自予算で組まれているというよりも外務省により提供される政府開発援助（ODA）の9500万USドルの一部分として頼っている面が大きく、個人学習に頼っている面も大きい。日本語研究に関しては初級、中級、上級あらゆるレベルにおいて国内で統一されたカリキュラムはなく、研究所は独自のカリキュラムを採用している。しかし、大学の日本語学科では日本政府が資金援助をしている日本センターにより発行されている日本語テキストを使用して教育を行っていることが多い。

## 能力検定試験
| 年   | 開催都市   | レベル別の受験者数 | レベル別の受験者数 | レベル別の受験者数 | レベル別の受験者数 | レベル別の受験者数 |
| 年   | 開催都市   | 1級                | 2級                | 3級                | 4級                | 合計               |
| ---- | ---------- | ------------------ | ------------------ | ------------------ | ------------------ | ------------------ |
| 2006 | アルマトイ | 50                 | 98                 | 135                | 91                 | 374                |
| 2005 | アルマトイ | 28                 | 43                 | 68                 | 25                 | 164                |
| 2004 | アルマトイ | 34                 | 63                 | 61                 | 28                 | 186                |
| 2003 | アルマトイ | 41                 | 87                 | 42                 | 24                 | 194                |

カザフスタンでは2003年より日本語能力試験が旧首都のアルマトイにて開催されている。総受験者数は導入後2年間は減少していたが、2006年、受験者数が二倍以上に増加した。さらに入門レベルとなる（旧）4級の受験者数は約4倍まで増加した。しかし、JETROのBJTビジネス日本語能力テスト（2009年以降は日本漢字能力検定協会が開催）は2006年時点において、カザフスタンを含む旧ソ連地域では開催されていない。